# Campus US

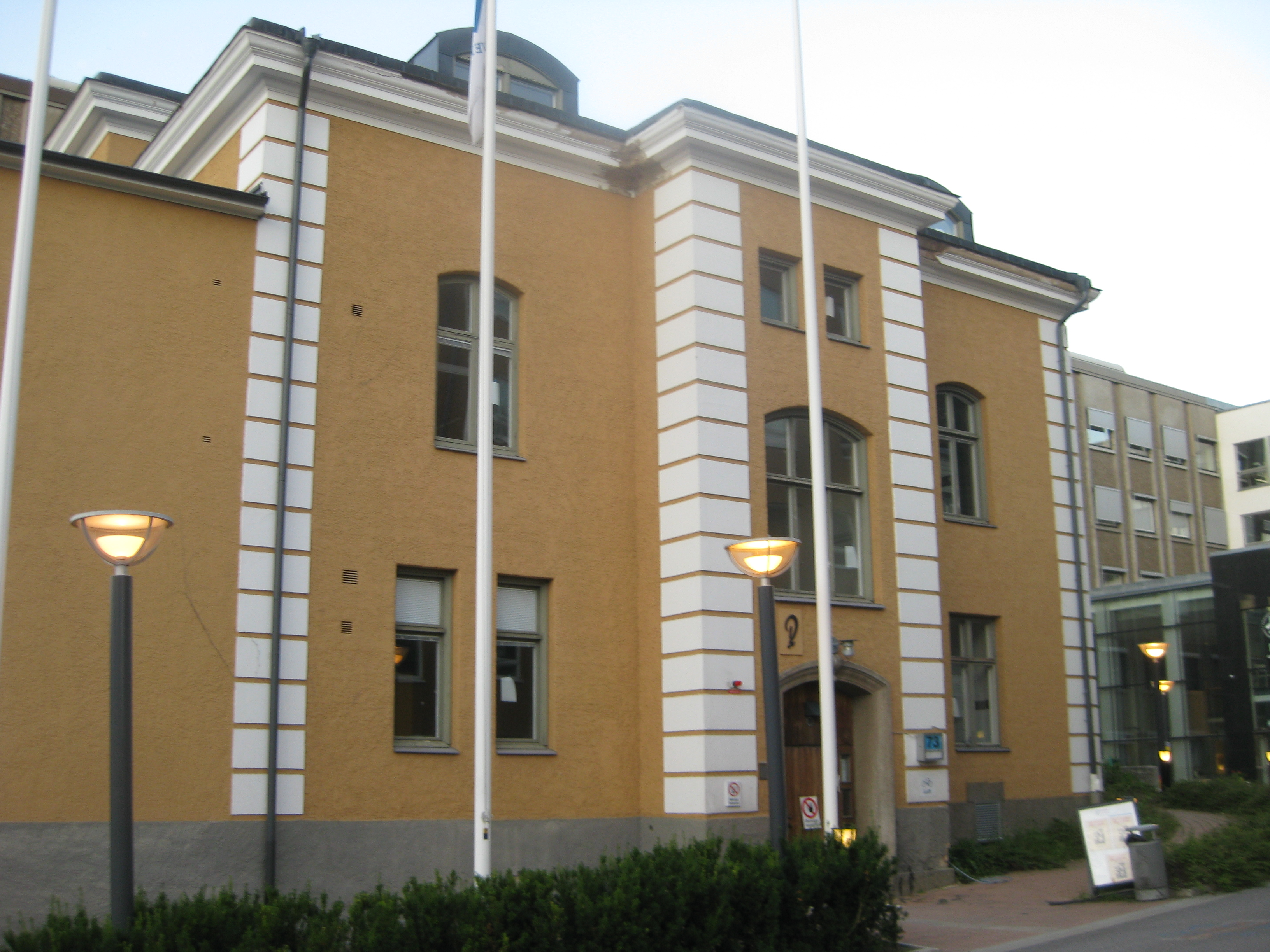
Kårhuset Örat vid Universitetssjukhuset i Linköping.

Campus US är Medicinska fakultetens campusområde i Linköping. Den medicinska är en av de tre fakulteterna vid Linköpings universitet och bedriver forskning och undervisning i medicin- och vårdrelaterade ämnesområden. Lokalerna finns främst på Universitetssjukhusets (US) område, men även på närbelägna Sandbäcksgatan.
Fakultetskansliet är beläget på Sandbäcksgatan 7. Kårhus Örat ligger mitt i Lasarettsbacken. På toppen av backen återfinns studentbokhandeln i Bokvillan. Genom den år 2004 uppförda entrén kommer man till Medicinska biblioteket, en filial till Linköpings universitetsbibliotek.